# Picãozinho

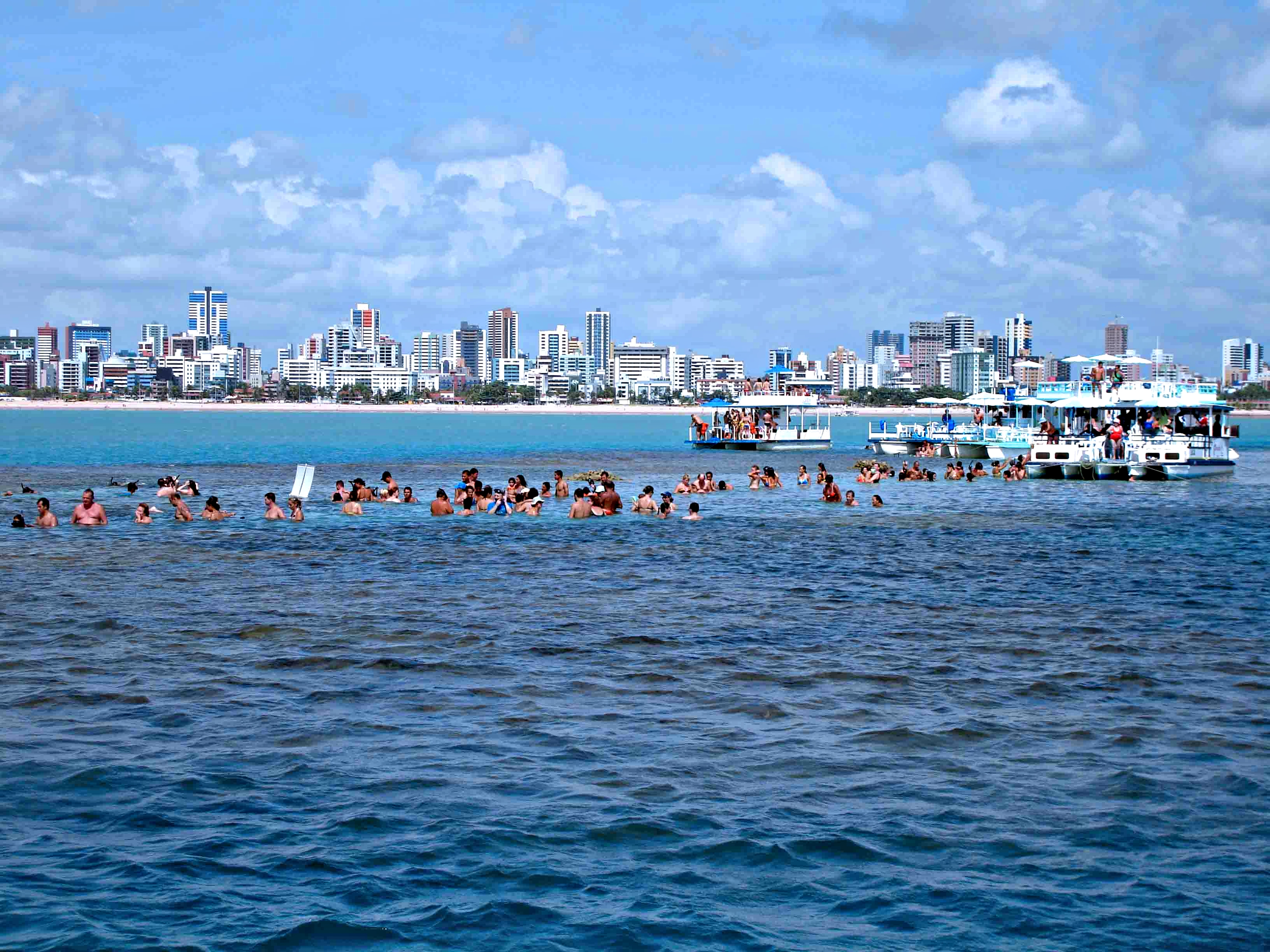
Recife de Picãozinho em João Pessoa - PB.

Picãozinho é uma formação de recifes, que fica localizado a cerca de 1500 metros da praia de Tambaú no litoral de João Pessoa - PB.
Durante os períodos de baixa-mar uma grande porção do recife fica exposto.
O recife é um dos mais importantes pontos turísticos da cidade, sendo desde a década de 80 explorado turisticamente. Atualmente existem diversas embarcações que fazem o translado entre a praia de Tambaú e Picãozinho. Durante o trajeto, que dura cerca de 15 minutos, os turistas são instruídos a não andar sobre o recife.

## Mergulho

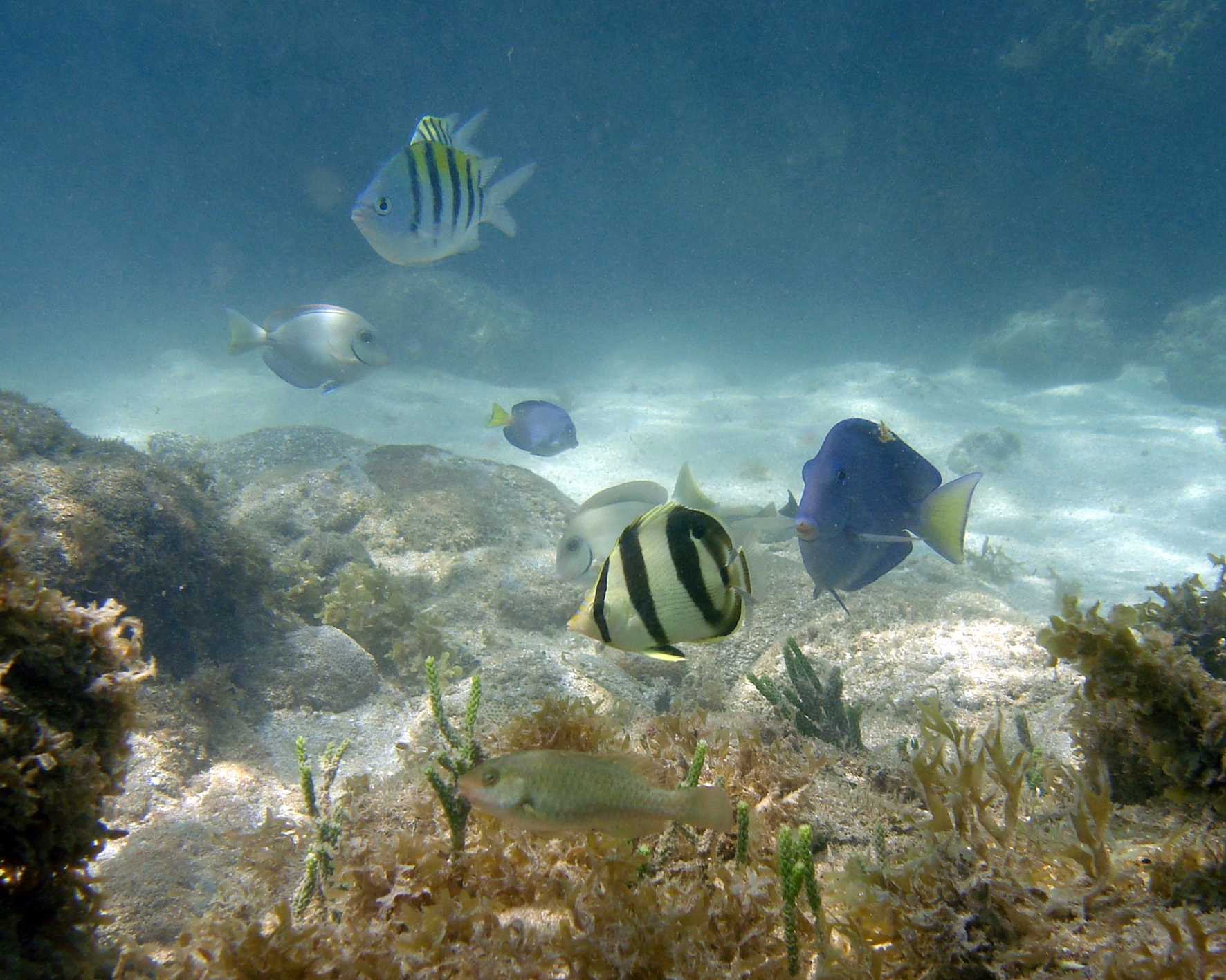
Peixes recifais encontrados no recife de Picãozinho.

O recife é bastante procurado por apresentar águas claras e uma diversificada fauna e flora marinha. É possível alugar máscaras de mergulho nas embarcações. Durante o trajeto da praia de Tambaú até o recife de Picãozinho, pode-se avistar a barreira do Cabo Branco e a Estação Cabo Branco uma das mais importantes atrações da cidade, além das praias de Cabo Branco e Tambaú. Atualmente está vetada a oferta de alimento para atrair os peixes, em virtude dos prejuízos ao meio ambiente provocado por tal atividade. Porém mesmo sem os alimentos é possível vê-los frequentemente.
A água é mais clara durante a estação seca, mas é possível mergulhar durante a maior parte do ano.
Durante os mergulhos é possível observar diversas espécies de peixes recifais, corais, algas, moluscos e outros invertebrados marinhos.

## Interesse científico
Diversas pesquisas científicas sobre a fauna e flora marinha são conduzidas no recife de Picãozinho. Devido ao seu fácil acesso e condições de mergulho livre favoráveis, este pequeno recife apresenta boas condições para a realização de pesquisas científicas durante a maior parte do ano.

## Etimologia
A origem da palavra Picãozinho remete aos "Picos" de corais, usualmente encontrado no recife. 